# CREB

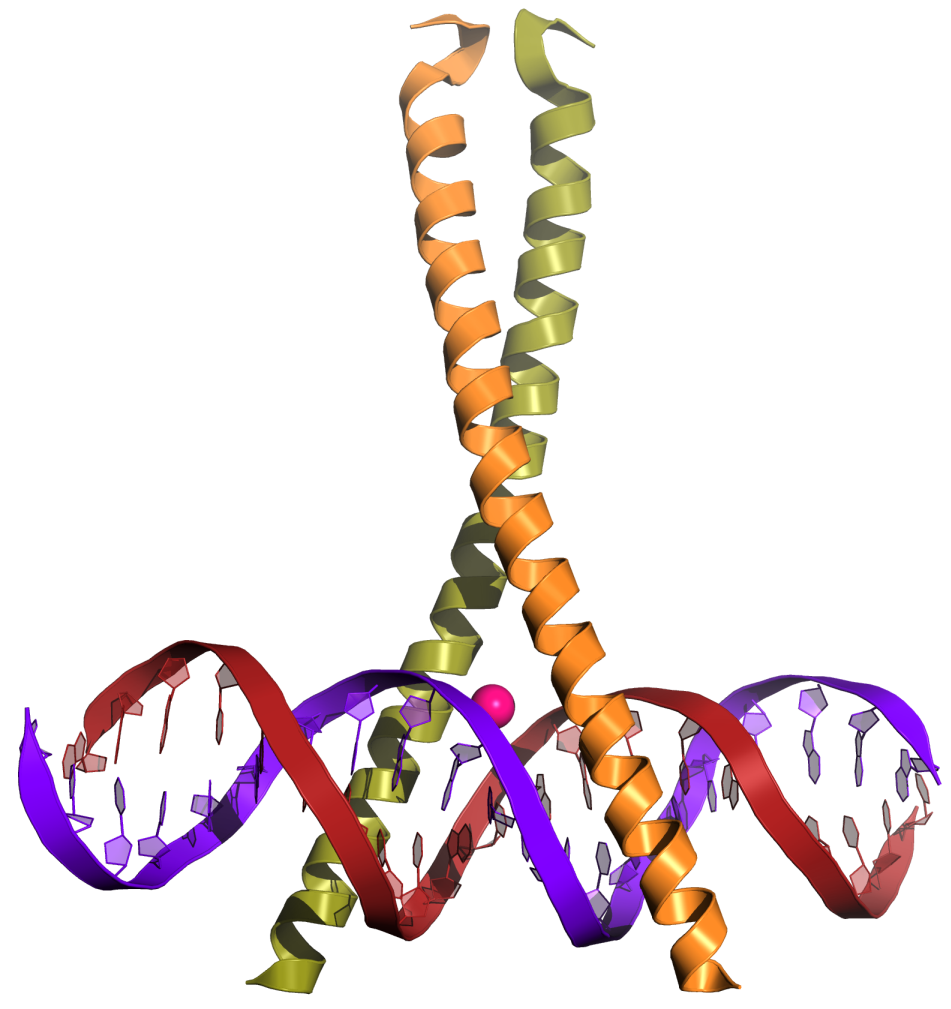
CREB (بالا) یک فاکتور رونویسی است که قادر است به دی‌ان‌ای (پائین) اتصال یافته و بیان ژن را تنظیم کند.

پروتئین متصل‌شونده به عامل واکنش‌دهنده به آدنوزین مونوفسفات حلقه‌ای (انگلیسی: cAMP response element-binding protein) یک فاکتور رونویسی سلولی است که به توالی خاصی از دی‌ان‌ای موسوم به «عناصر پاسخ‌دهنده به cAMP» یا «CRE» اتصال می‌یابد و رونویسی ژن‌های بالادست و پائین‌دست را افزایش یا کاهش می‌دهد. این فاکتور رونویسی نخستین بار در سال ۱۹۸۷ میلادی، به صورتِ یک فاکتور رونویسی پاسخ‌دهنده به cAMP جهت تنظیم رونویسی ژن سوماتواستاتین کشف شد.
برخی از ژن‌هایی که رونویسی‌شان توسط CREB تنظیم می‌شوند عبارتند از: فاکتور نورون‌زایی مشتق‌شده از مغز، تیروزین هیدروکسیلاز، تعداد قابل توجهی از نوروپپتیدها (سوماتواستاتین، c-Fos، انکفالین، VGF، هورمون آزادکننده کورتیکوتروپین) و ژن‌هایی که در ساعتِ زیستی بدن دخیل هستند. (PER1 و PER2)

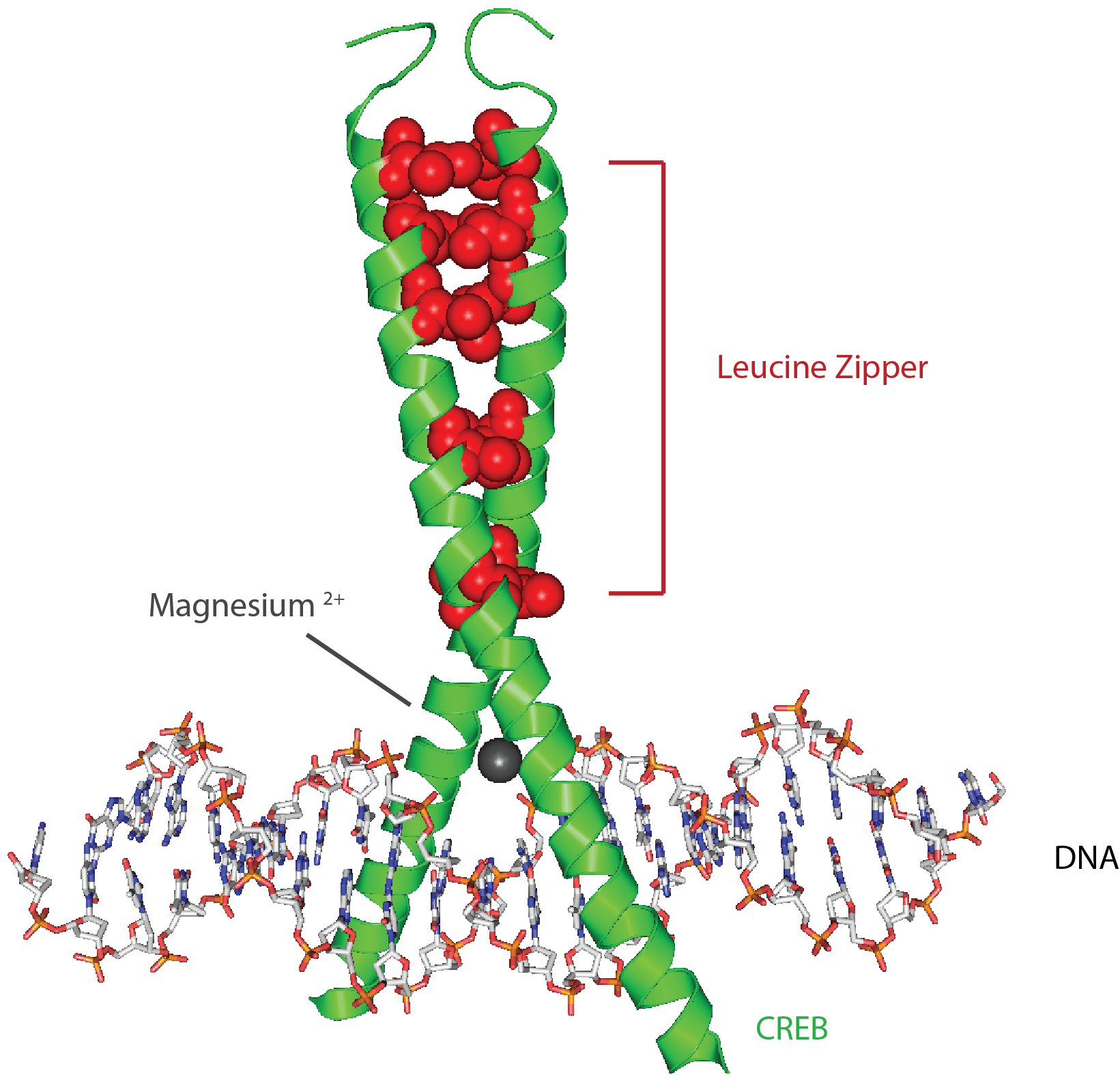
ساختار رایج یک پروتئین CREB

همچنین CREB نقش غیرقابل‌انکاری در انعطاف‌پذیری عصبی و شکل‌گیری حافظهٔ درازمدت در مغز و همچنین حافظهٔ فضایی (فرا زمانی) داراست. کاهش تولید CREB در بروز بیماری آلزایمر نقش دارد و افزایش بیانِ آن از اهداف درمانی در این بیماری است. CREB در پدیدهٔ تأثیرپذیری و تطابق چرخه زیستی بدن با نور و تاریکی (photoentrainment) در پستانداران نیز نقش دارد.